# Eopolycotylus rankini
L'eopolicotilo (Eopolycotylus rankini) è un rettile marino estinto, appartenente ai plesiosauri. Visse nel Cretaceo superiore (Turoniano, circa 90 milioni di anni fa) e i suoi resti fossili sono stati ritrovati in Nordamerica (Utah).

## Descrizione
Noto per uno scheletro incompleto con parti di cranio, questo animale doveva essere di dimensioni relativamente modeste se rapportato alla maggior parte dei plesiosauri cretaceo. Non doveva superare i 3 metri di lunghezza e il corpo era probabilmente piuttosto compatto. Il cranio di Eopolycotylus era molto allungato e terminante in un rostro dentato, anche se meno lungo di quello di altri animali simili come Trinacromerum e Dolichorhynchops. I denti di questo animale erano robusti e dotati di scanalature ampie, al contrario di quelli di Dolichorhynchops che erano sottili e con striature fini. I centri vertebrali erano ristretti lateralmente e ventralmente, ed erano presenti fori laterali sulle vertebre dorsali. L'omero e il femore non erano allargati distalmente come quelli dell'affine Polycotylus. In generale, le zampe trasformate in strutture simili a pagaie erano molto allungate.

## Classificazione
Eopolycotylus rankini è stato descritto per la prima volta nel 2007, sulla base di resti incompleti ritrovati qualche anno prima nella formazione Tropic Shale dello Utah. Eopolycotylus è considerato un tipico rappresentante dei policotilidi, un gruppo di plesiosauri di piccole dimensioni, caratterizzati da un cranio allungato e sottile e da un collo particolarmente corto. In particolare, lo studio del 2007 ha messo in luce le notevoli affinità con Polycotylus, proveniente da strati più recenti sempre in Nordamerica.